# Anacithara
Anacithara is een geslacht van weekdieren uit de klasse van de Gastropoda (slakken).

## Soorten
- Anacithara angulicostata Kilburn, 1994
- Anacithara angulosa (E. A. Smith, 1872)
- Anacithara axialis (P. Marshall, 1918) †
- Anacithara biconica Barros, Santana & Lima, 2015
- Anacithara biscoitoi Nolf & Swinnen, 2011
- Anacithara brevicostata Hedley, 1922
- Anacithara caelatura Hedley, 1922
- Anacithara clifdenica Powell, 1942 †
- Anacithara conata (Hedley, 1909)
- Anacithara dulcinea (Melvill & Standen, 1895)
- Anacithara errabunda Powell, 1942 †
- Anacithara exquisita Hedley, 1922
- Anacithara finlayi Powell, 1942 †
- Anacithara goodingii (E. A. Smith, 1884)
- Anacithara hebes Hedley, 1922
- Anacithara hervieri Hedley, 1922
- Anacithara ione (Melvill & Standen, 1896)
- Anacithara leptalea Hedley, 1922
- Anacithara levukensis (Watson, 1881)
- Anacithara lita (Melvill & Standen, 1896)
- Anacithara maltzani (Knudsen, 1952)
- Anacithara minutistriata (E. A. Smith, 1882)
- Anacithara modica (E. A. Smith, 1882)
- Anacithara nana Powell, 1942 †
- Anacithara nanisca (Hervier, 1897)
- Anacithara naufraga (Hedley, 1909)
- Anacithara osumiensis (G. B. Sowerby III, 1913)
- Anacithara perfecta Kay, 1979
- Anacithara phyllidis (Hedley, 1922)
- Anacithara platycheila (E. A. Smith, 1882)
- Anacithara propinqua Hedley, 1922
- Anacithara punctostriata Bozzetti, 2009
- Anacithara pupiformis Barros, Santana & Lima, 2015
- Anacithara pyrgoformis Barros, Santana & Lima, 2015
- Anacithara querna (Melvill, 1910)
- Anacithara rissoina Hedley, 1922
- Anacithara robusta Hedley, 1922
- Anacithara simplex (Turton W. H., 1932)
- Anacithara stricta Hedley, 1922
- Anacithara subrissoina Kilburn, 1994
- Anacithara themeropis (Melvill & Standen, 1896)
- Anacithara tumida Hedley, 1922
- Anacithara undaticosta (Reeve, 1845)